# Mamonas
Mamonas é um município brasileiro do estado de Minas Gerais. Sua população recenseada em 2022 era de 5 997 habitantes. Sendo ela a principal entrada para o Parque Estadual Caminhos do Gerais, gerenciado pelo Instituto Estadual de Floresta, o IEF. A economia é a baseado a agricultura familiar e na produção de cachaça.
O ponto mais alto do município é de 650 metros, local: ponto central da cidade.
Os primeiros moradores da região onde hoje se localiza o município vieram, segundo pode-se apurar, a partir da expansão das populações de Espinosa e Monte Azul, que se localizavam em pontos mais favoráveis, às margens da estrada que ligava (e liga, ainda hoje) o centro da região nordeste ao sul do país.
Em razão de possuir solo fértil e propício ao desenvolvimento da agricultura, a região começou a atrair diversos desbravadores, que para cá vinham para dedicar-se à lavoura, principalmente de milho, que se adaptou muito bem às condições de solo e clima.
Com o passar dos anos, foi-se formando pequena aglomeração de moradias à margem esquerda do pequeno riacho que desce da serra próxima. O mais conhecido dos moradores era um certo senhor Damião, que estabeleceu fazenda de plantação de milho e algodão, e de criação de gado bovino e porcos.
Construiu-se então uma pequena capela, consagrada a Santo Antônio, que assim ficou sendo o padroeiro da comunidade local.

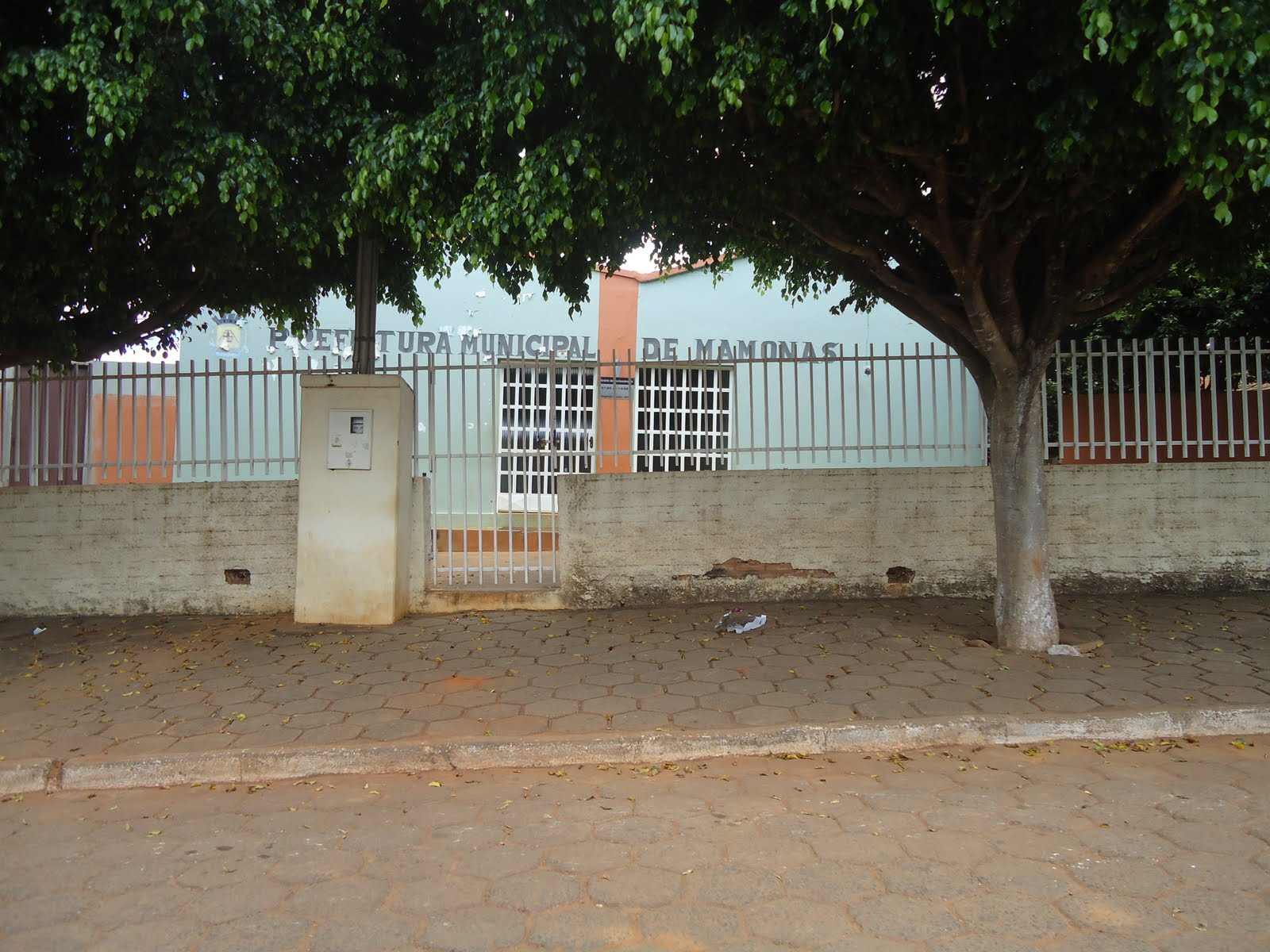
O prédio da prefeitura municipal de Mamonas (Rua José Gomes Lira, bairro Centro).

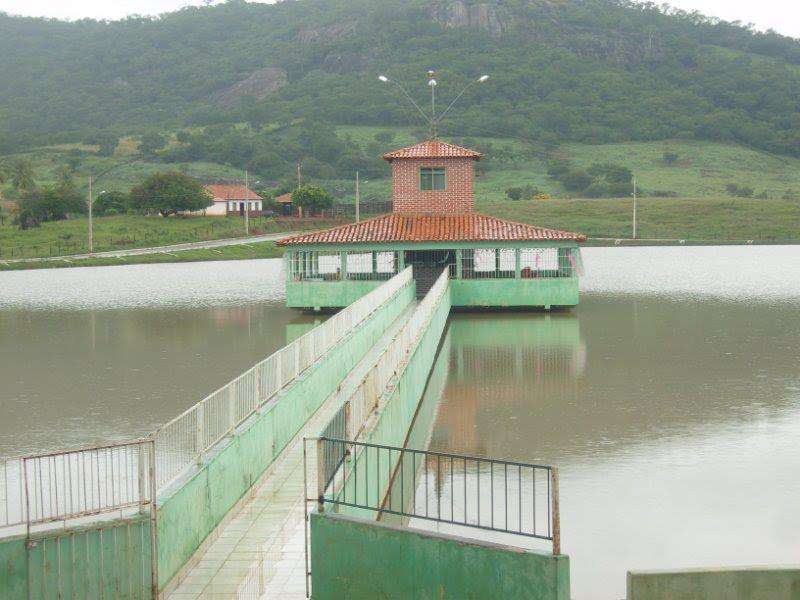
A lagoa do Aconchego.

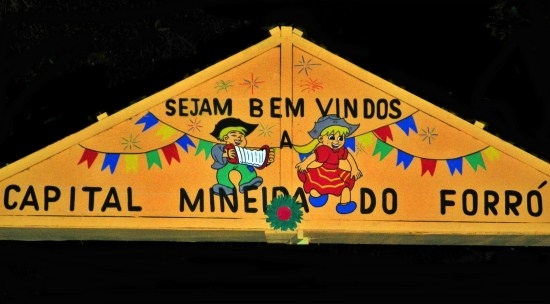
Mamonas é considerada a capital mineira do forró, atraindo todos os anos muitos visitantes que vem prestigiar a festa de São João.

O Município de Mamonas tem a sua história ligada ao Município de Espinosa, Estado de Minas Gerais. O Padroeiro da cidade é Santo Antônio e comemora-se no dia 13 de junho. Mamonas surgiu quando o Sr. Damião de Souza Barreiro instalou-se a sede da fazenda, neste povoado.
No início, o povoado de Mamonas foi comandado pelo Município de Grão Mogol, passando mais tarde a ser Distrito do Município do Rio Pardo de Minas; depois, do Município de Boa Vista do Tremedal, hoje Monte Azul.
Em 7 de setembro de 1923, com a criação do Município de Espinosa, Mamonas passou a ser Distrito desta cidade, ficando nessa categoria até 26 de abril de 1992.
Mamonas conserva a sua tradição a divisão Política Partidária, consequência talvez das inúmeras mudanças de jurisdição do Distrito de Mamonas, no qual foi confirmado a vontade popular na emancipação do Distrito. Em 27 de abril de 1992 foi transformado em Cidade, e nesta mesma data comemora-se o seu aniversário.
Mamonas é uma cidade marcada por uma grande manifestação cultural, as festas juninas de São João e as famosas barraquinhas de Santo Antônio são um grande exemplo da riqueza cultural da cidade. Mamonas é considerada a capital mineira do forró, atraindo todos os anos muito visitantes de várias cidades do país que vem prestigiar a famosa festividades do Município